# Uwe Lausen
Uwe Lausen (* 15. Januar 1941 in Stuttgart; † 14. September 1970 in Beilstein) war ein deutscher Maler, der in Teilen seiner bildnerischen Ausdruckskraft u. a. an Francis Bacon und Lucian Freud erinnert.

## Herkunft und Familie
Uwe Lausen war der Sohn des Bundestagsabgeordneten Willi Lausen (SPD) und dessen Ehefrau. Er heiratete 1962 die Künstlerin und Fotografin Heide Stolz, eine Tochter des Apothekers Karl Stolz und seiner Ehefrau Martha, geb. Bauer aus Kupferzell und Enkelin des Brauerei-, Gasthof- und Großgrundbesitzers Richard Bauer und seiner Ehefrau Marie. Aus der Ehe von Uwe Lausen mit Heide Uta Stolz stammen die Töchter Lea, geboren 1963, und Jana, geboren 1966. Heide Uta Stolz ist die früh verstorbene Schwester von Kunigunde Dinnendahl, verwitwete Brecht, geb. Stolz (* 1937 in Kupferzell), die bis in ihr hohes Alter als ehrenamtliche Betreuerin von Obdachlosen in Heidelberg arbeitete. Kunigunde Dinnendahl verstarb im August 2019.

## Leben und Werk

### GruppeSPURund dieSituationistische Internationale
Nach einem an der Eberhard Karls Universität in Tübingen begonnen und an der Ludwig-Maximilians-Universität München fortgesetzten, jedoch bald wieder abgebrochenen Philosophie- und Jurastudium begann Uwe Lausen 1961 im Umfeld der Künstlergruppe SPUR zu malen, nachdem er zunächst zusammen mit seinem Schulfreund Frank Böckelmann die Literaturzeitschrift ludus ins Leben gerufen hatte.
Über die Künstlergruppe SPUR fand der Autodidakt Uwe Lausen Kontakt zur Situationistischen Internationale, einer kulturrevolutionären Bewegung um Guy Debord und Asger Jorn, der er bis 1965 angehörte. Guy Debord verhalf Lausen zu einer Anstellung im Zentralrat der Gruppe.

### Erste AusstellungGalerie Springerin Berlin
Die frühen Werke von 1961/62, die im Sommer 1962 in der Galerie Springer in Berlin erstmals präsentiert wurden, zeugen von diesem kulturellen Umfeld: Sie zeigen einen stark an CoBrA und SPUR orientierten gestisch-figurativen Ansatz. Kurz zuvor war Lausen wegen gotteslästerlicher und pornographischer Äußerungen in dem von ihm für die Zeitschrift SPUR 6 verfassten Artikel Brief eines Zurückgebliebenen zu drei Monaten Jugendarrest verurteilt worden.
1963, inzwischen mit der Fotografin Heide Uta Stolz verheiratet und Vater einer Tochter, löste sich Lausen von seinen Vorbildern, nachdem bereits im Jahr zuvor mit dem Ausschluss der Künstlergruppe SPUR aus der Situationistischen Internationale der persönliche Kontakt zu den Münchner Künstlerfreunden nachgelassen hatte. In einer stark experimentellen Phase fand Lausen nun – auch unter Zuhilfenahme der Collage und Assemblage – über eine an Hundertwasser orientierte ornamentale Linie hin zu Körpernahsichten, ein Thema, das ihn auch in seinen weiteren Werken immer wieder beschäftigte. Seit 1964 lebte Lausen mit seiner Familie auf einem Bauernhof in Aschhofen, ca. 50 km südöstlich von München.

### Ausstellungen beiFriedrich & Dahlem
Lausen lernte die Galeristen Franz Dahlem und Heiner Friedrich Anfang der 1960er Jahre kennen. In deren Münchner Galerie stellte er 1964 und 1966 seine jeweils aktuellen Werke aus. In der Ausstellung Britische Malerei der Gegenwart im August 1964 lernte Lausen Arbeiten von Künstlern wie Francis Bacon, Cy Twombly, Allen Jones, Peter Blake, David Hockney, Richard Hamilton kennen und konnte sie in der Galerie ausführlich im Original studieren. In seinen eigenen Arbeiten bis 1965 werden diese Einflüsse sichtbar. Von der Galerie Friedrich & Dahlem übernahm 1964/1965 die Mannheimer Galerie Margarete Lauter eine Ausstellung Lausens, die in Mannheim viel Aufmerksamkeit erregte. Zur Eröffnung gab es Himbeereis, außerdem erschien das Heft Das Lamm No. 6 mit einem Verzeichnis der ausgestellten Arbeiten.

### Thematisierung von Gewalt, Trennung und Vereinsamung
Im Geburtsjahr seiner zweiten Tochter 1966, entwickelte Lausen, vor dem Hintergrund der nun auch in Deutschland stark präsenten Pop-Art, eine Phase realistischer Ausdrucksweise, verbunden mit einer beinahe brutalen Thematisierung von Gewalt. Viele Werke von Uwe Lausen aus diesen Jahren transformieren das damalige politische Klima in der Bundesrepublik mittels seiner künstlerischen Ausdrucksstärke zu bildnerischen Zeitdokumenten und Manifesten in Gemälden. Diese Epoche seines Schaffens wird auch in weiten Kreisen als seine bedeutendste erachtet.
Zusammen mit ihren Töchtern Lea und Jana, zogen Uwe und Heide Lausen 1968 wieder nach München. Lausens stetig gesteigerter Drogenkonsum sowie die spätestens für 1969 dokumentierte Trennung von seiner Frau führten ihn immer tiefer in die Vereinsamung. In seinen Werken zeigte sich dies in einer deutlich reduzierte Darstellungsweise. In seinen Gemälden wiederholen sich nun verloren wirkende Einzelmotive wie Waschbecken, Stühle, Tuben, innerhalb großer Farbflächen plakativ auf die Leinwand gesetzt, auf meist menschenleerer Bildfläche.
1969 schließlich fand Uwe Lausens künstlerisches Schaffen sein Ende, nachdem er den Auftrag zu einem Bühnenbild für Peter Steins Inszenierung von Edward Bonds Early Morning am Schauspielhaus Zürich nicht fertig gestellt hatte.
Am 14. September 1970, nach einem rastlosen Jahr ohne festen Wohnsitz, beendete Uwe Lausen sein Leben im Hause seiner Eltern in Beilstein bei Stuttgart.

## Ausstellungen (Auswahl)
- 1962: Galerie Rudolf Springer, Berlin
- 1963: Galerie Märcklin, Stuttgart; Galerie Casa, München (Katalog)
- 1964: Galerie Friedrich & Dahlem, München
- 1965: Galerie Margarete Lauter, Mannheim
- 1966: Galerie Friedrich & Dahlem, München (Katalog, Reprint 2006 in: „Uwe Lausen, Daniel Richter“, Contemporary Fine Arts, Berlin, Verlag der Buchhandlung Walther König, Köln); Galerie Strecker, Berlin
- 1968: Galerie Gmurzynska, Köln (Katalog); Galerie Stangl, München (Katalog)
- 1971: Galerie Ruth Berner, Stuttgart
- 1972: Galerie Franzius, München
- 1973: Galerie Gunzenhauser, München (Katalog)
- 1984: Kunstraum München (Katalog); Städtische Galerie im Lenbachhaus, München (Katalog)
- 1986: Galerie Lore Saußele, Bietigheim-Bissingen (Katalog)
- 1986: Galerie Daniel Buchholz, Köln
- 1992: Galerie Gunzenhauser, München (Katalog)
- 1994: Galerie Klewan, München
- 1996: Kunstverein Augsburg
- 2000: Galerie Markt Bruckmühl, Oberbayern
- 2005: Galerie Schlichtenmaier, Stuttgart, Schloss Dätzingen
- 2006: Contemporary Fine Arts, Berlin (Katalog); Galerie Marie-José van de Loo, München
- 2007: Akademie der bildenden Künste, Wien
- 2008: Uwe Lausen-Raum im Rahmen der ständigen Sammlung, Pinakothek der Moderne, München; Galerie Gunzenhauser, München
- 2010: Ende schön, alles schön,  Schirn Kunsthalle Frankfurt, Museum Villa Stuck München, Sammlung Falckenberg Hamburg
- 2010: Retrospektive in den Phoenix-Hallen Hamburg-Harburg
- seit 2011: DASMAXIMUM KunstGegenwart, Traunreut
- 2020: Du lebst nur keinmal – Uwe Lausen und Heide Stolz. Ein Künstlerpaar der 1960er Jahre[4], Staatsgalerie Stuttgart